# Cristina Ingesdotter
Cristina Ingesdotter da Suécia (c. 1076 ou 1078 – 18 de janeiro de 1122) foi uma princesa da Suécia por nascimento. Ela foi princesa da Novogárdia Magna, Rostóvia e Belgorod como esposa de Mistislau I de Kiev. Como morreu antes da ascensão do marido, não chegou a ser grão-duquesa de Kiev.

## Família
Cristina foi provavelmente a filha mais velha nascida do rei Ingo I da Suécia e de Helena. É possível que Helena seja idêntica a esposa de Ingo, Maer (palavra que significa "donzela"), que aparece nas sagas nórdicas, irmã do rei Sueno da Suécia. Contudo, devido às doações religiosas da rainha Helena, é improvável que ela fosse irmã de Sueno, pois as fontes primárias da vida do rei o descrevem como um pagão. Helena e Ingo também fundaram a Abadia de Vreta, que contou com o primeiro convento da Suécia.
Os seus avós paternos eram Estenquilo da Suécia, fundador da Casa de Estenquilo, e a filha de Emundo III da Suécia, cujo nome verdadeiro não é conhecido, mas que foi chamada de Ingamoder, que é traduzido com "Mãe de Ingo". 
A linhagem materna de Cristina não é conhecida com certeza. Porém, talvez sua mãe tenha originado da Rússia, onde Ingo teria vivido antes do ano de 1080. Ela aparece pela primeira vez na genealogia do abade Guilherme dos reis dinamarqueses escrita em 1193. O nome grego, Helena, que foi introduzido na família real sueca através da mãe de Cristina, também indica uma possível ascendência bizantina.
Cristina teve duas irmãs: Margarida Fredkulla, que foi primeiro casada com Magno III da Noruega, e após ficar viúva, casou-se com Nicolau I da Dinamarca, e Catarina, esposa do príncipe dinamarquês Bjørn Haraldsen e mãe de Cristina da Dinamarca, rainha consorte da Suécia. Seu único irmão foi Ragualdo - possivelmente a mesma pessoa que o rei Ragualdo da Suécia - pretendente ao trono sueco, sub-rei na Gotalândia Ocidental; ele acabou sendo assassinado quando chegou sem ser convidado na assembleia conhecida como Ting, e era pai de Ingrid, esposa do rei Haroldo IV da Noruega.

## Biografia
Em 1095, ou, alternativamente, em algum outro ano entre 1090 e 1096, a princesa a se casou com Mistislau, o então príncipe de Novogárdia Magna, Rostóvia e Belgorod. Ele era filho de Vladimir II Monômaco, grão-príncipe de Kiev e de Gita de Wessex, filha do rei Haroldo II de Inglaterra, o último rei anglo-saxão da Inglaterra antes da invasão dos normandos, os descendentes do viking Rolão, em 1066; O príncipe também era bisneto paterno de Ingegerda, filha do rei Olavo da Suécia, através de seu casamento com Jaroslau I, o Sábio.
Cristina e Mistislau tiveram onze filhos, sete meninas e quatro meninos.
Sabe-se da existência de representação visual da rainha através descoberta de um selo pessoal por arqueólogos, na qual há a imagem de uma mulher usando uma coroa e a auréola de uma santa, e a inscrição "Santa Cristina", em grego. Cristina, talvez, tenha sido adorada como uma santa local, o que é indicado pela possível representação dela na Igreja de Nereditsa, próximo a Novogárdia Magna.
O seu pai, o rei Ingo, faleceu em 1110, e foi sucedido no trono pelos sobrinhos. Porque Cristina vivia na Rússia de Kiev, ela não foi contada como herdeira do pai na Suécia, e, assim, apenas as suas irmãs, Margarida Fredkulla, rainha da Dinamarca, e Catarina, foram consideradas as herdeiras. Contudo, sabe-se que Margarida dividiu parte de sua herança com as sobrinhas, Ingrid Ragnvaldsdotter na Noruega, filha do irmão falecido, e Ingeborg de Kiev, filha de Cristina, futura esposa do príncipe Canuto Lavardo da Dinamarca; cada uma recebeu 1/4. Porque Ingeborg, a única dos filhos de Cristina que vivia na Escandinávia, recebeu uma parte, isso pode ser contado como a parte da mãe dela da herança.
A rainha Cristina faleceu em 18 de janeiro de 1122, quando tinha 44 ou 46 anos de idade. O local de seu sepultamento é desconhecido.
Três anos após a morte da esposa, Mistislau tornou-se o novo monarca como grão-duque de Kiev. Ele se casou com Liubava Dmitrievna Zavidich, com quem teve mais dois filhos, Vladimir III de Kiev, e Eufrosina, rainha consorte de Géza II da Hungria.

## Descendência
- Vsevoldo de Pskov[9] (m. 11 de fevereiro de 1138), príncipe da Pereslávia, Novogárdia Magna e Pskov. Foi nomeado príncipe da Novogárdia Magna, em 1117, pelo avó para suceder ao pai. Ele conquistou a maior parte de Estônia em 1132/1133, recapturou Yuriev, e fortaleceu os interesses comerciais da Novogárdia. Porém, em 1136, a cidade se revoltou contra o governo da Rússia de Kiev, o que resultou na expulsão de Vsevoldo da cidade. Ele tentou voltar a reinar à força, mas apenas conseguiu chegar à Pskov onde se tornou o seu novo príncipe, em 1137. Foi marido de uma princesa de Chernigov de nome desconhecido, mas registrada pela "Crônica da Novogárdia" como filha de Sviatoslavo Davidovich, príncipe de Lutsk. Teve três filhos, inclusive Viacheslava da Novogárdia, esposa de Boleslau IV da Polônia, duque da Mazóvia, Cujávia e Polônia, Vsevoldo é santo patrono de Pskov;
- Ingeborg de Kiev[10] (m. após 1131), foi casada com o príncipe Canuto Lavardo da Dinamarca, o primeiro duque de Eslésvico nomeado conde na Jutlândia do Sul pelo tio, Nicolau I da Dinamarca, o marido da tia de Ingeborg, a rainha Margarida Fredkulla, que arranjou o casamento de Ingeborg e Canuto. Teve quatro filhos;
- Mamlfrida de Kiev (m. após 1137), seu primeiro marido foi o rei Sigurdo I da Noruega, que a repudiou para casar com uma mulher chamada Cecília. Depois tornou-se esposa de Érico II da Dinamarca. Teve apenas uma filha com o primeiro marido: Cristina Sigurdsdatter, mãe do rei Magno V da Noruega;
- Filha de nome desconhecido, que foi a terceira esposa de Iaroslavich Sviatopolkovich, príncipe de Volínia, com quem teve dois filhos;
- Maria de Kiev (m. inverno de 1179), foi casada com Vsevoldo Olegovich, príncipe de Chernigov, que tornou-se grão-príncipe de Kiev como Vsevoldo II, em 1139. Teve quatro filhos;
- Iziaslavo II de Kiev[11] (c. 1096 - 13 de novembro de 1154), sucedeu como grão-príncipe de Kiev em 1146, foi deposto em 1149, restaurado novamente em 1150, deposto de novo, e restaurado mais uma vez, reinando de 1151 a 1154. Sua primeira esposa foi Inês de Hohenstaufen, filha de Conrado III da Germânia, com quem teve cinco filhos. Depois foi casado com Rusudan ou Bragationi da Geórgia, filha de Demétrio I da Geórgia, mas eles não tiveram filhos;
- Xenia de Kiev, esposa de Briacheslavo Davidovich de Polotsk, príncipe de Iziaslavl. Não teve descendência;
- Sviatopolk de Kiev (m. 1154), príncipe de Polotsk, Minsk, Novogárdia Magna e Volínia. Foi marido da filha de Otão II, duque da Morávia. Sem descendência;
- Dobrodeja de Kiev[12] (m. 16 de novembro de 1311 ou antes de 1136), também chamada de Eupráxia, provavelmente o seu nome de batismo na Igreja Ortodoxa, foi a primeira esposa de Aleixo Comneno, co-imperador bizantino junto ao pai, João II Comneno. Teve uma filha chamada Maria, casada com o militar Aleixo Axuco;
- Rostislau I de Kiev[13] (m. 14 de março de 1168), foi instalado como príncipe de Smolensk com a morte do avô paterno, reinando de 1125 até 1160. Sucedeu como grão-príncipe de Kiev em 1154. O nome de sua esposa é desconhecida, mas sabe-se que eles tiveram oito filhos juntos;
- Rogneda de Kiev (m. após 1168), esposa de Jaroslau de Volínia.